# Orlando Magic 1998-1999
La stagione NBA 1998-1999 fu la 10ª stagione della storia degli Orlando Magic che si concluse con un record di 33 vittorie e 17 sconfitte nella regular season, il 2º posto nell'Atlantic Division e il 3º posto della Eastern Conference.
Nei playoff del 1999 venne eliminata al primo turno dai Philadelphia 76ers per 3 partite a 1.

## Draft
| Giro | Scelta | Giocatore                    | Posizione         | Nazionalità | Università/Club |
| ---- | ------ | ---------------------------- | ----------------- | ----------- | --------------- |
| 1    | 12     | Michael Doleac               | centro            | Stati Uniti | Utah            |
| 1    | 13     | Keon Clark (ceduto a Denver) | ala grande/centro | Stati Uniti | UNLV            |
| 1    | 15     | Matt Harpring                | ala piccola       | Stati Uniti | Georgia Tech    |
| 2    | 42     | Miles Simon                  | guardia           | Stati Uniti | Arizona         |

## Regular season
| Squadra            | V  | P  | %    | GB |
| ------------------ | -- | -- | ---- | -- |
| Miami Heat         | 33 | 17 | 66,0 | -  |
| Orlando Magic      | 33 | 17 | 66,0 | -  |
| Philadelphia 76ers | 28 | 22 | 56,0 | 5  |
| New York Knicks    | 27 | 23 | 54,0 | 6  |
| Boston Celtics     | 19 | 31 | 38,0 | 14 |
| Washington Wizards | 18 | 32 | 36,0 | 15 |
| New Jersey Nets    | 16 | 34 | 32,0 | 17 |

## Play-off

### Primo turno
Gara 1
| 9 maggio 1999 | Orlando Magic | 90 – 104 | Philadelphia 76ers |  |

Gara 2
| 11 maggio 1999 | Orlando Magic | 79 – 68 | Philadelphia 76ers |  |

Gara 3
| 13 maggio 1999 | Philadelphia 76ers | 97 – 85 | Orlando Magic |  |

Gara 4
| 15 maggio 1999 | Philadelphia 76ers | 101 – 91 | Orlando Magic |  |

## Roster
| N° | Naz.                   | Ruolo | Sportivo          | Anno | Alt. | Peso |
| -- | ---------------------- | ----- | ----------------- | ---- | ---- | ---- |
| 1  | Stati Uniti (bandiera) | GA    | Anfernee Hardaway | 1971 | 201  | 88   |
| 2  | Stati Uniti (bandiera) | G     | B.J. Armstrong    | 1967 | 188  | 79   |
| 3  | Stati Uniti (bandiera) | G     | Kevin Ollie       | 1972 | 193  | 88   |
| 9  | Stati Uniti (bandiera) | C     | Isaac Austin      | 1969 | 208  | 116  |
| 9  | Stati Uniti (bandiera) | GA    | Gerald Wilkins    | 1963 | 198  | 84   |
| 10 | Stati Uniti (bandiera) | G     | Darrell Armstrong | 1968 | 183  | 77   |
| 11 | Stati Uniti (bandiera) | G     | Doug Overton      | 1969 | 191  | 86   |
| 15 | Stati Uniti (bandiera) | A     | Matt Harpring     | 1976 | 201  | 105  |
| 21 | Stati Uniti (bandiera) | GA    | Dominique Wilkins | 1960 | 201  | 91   |
| 24 | Stati Uniti (bandiera) | C     | Danny Schayes     | 1959 | 211  | 107  |
| 25 | Stati Uniti (bandiera) | GA    | Nick Anderson     | 1968 | 198  | 93   |
| 33 | Stati Uniti (bandiera) | A     | Derek Strong      | 1968 | 203  | 100  |
| 34 | Stati Uniti (bandiera) | G     | Miles Simon       | 1975 | 191  | 92   |
| 45 | Stati Uniti (bandiera) | A     | Bo Outlaw         | 1971 | 203  | 95   |
| 51 | Stati Uniti (bandiera) | C     | Michael Doleac    | 1977 | 211  | 119  |
| 52 | Stati Uniti (bandiera) | C     | Jonathan Kerner   | 1974 | 211  | 111  |
| 54 | Stati Uniti (bandiera) | AC    | Horace Grant      | 1965 | 208  | 98   |

## Staff tecnico
- Allenatore: Chuck Daly
- Vice-allenatori: Tree Rollins, Tom Sterner, Brendan Suhr, Eric Musselman (dal 14 gennaio)

### Arrivi/partenze
Mercato e scambi avvenuti durante la stagione:
Arrivi
| N° | Naz.                   | Ruolo | Sportivo       |  | Alt. |  |
| -- | ---------------------- | ----- | -------------- |  | ---- |  |
| 2  | Stati Uniti (bandiera) | P     | B.J. Armstrong |  |      |  |
| 3  | Stati Uniti (bandiera) | P     | Kevin Ollie    |  |      |  |

Partenze
| N° | Naz.                   | Ruolo | Sportivo     |  | Alt. |  |
| -- | ---------------------- | ----- | ------------ |  | ---- |  |
| 11 | Stati Uniti (bandiera) | P     | Doug Overton |  |      |  |

## Premi e onorificenze
- Darrell Armstrong nominato Sesto uomo dell'anno
- Darrell Armstrong nominato Rivelazione dell'anno
- Matt Harpring incluso nell'All-Rookie First Team
- Michael Doleac incluso nell'All-Rookie Second Team